# Rey Pirin
 Héctor Ruiz Morales, conhecido como Rey Pirin, (Río Piedras, 25 de fevereiro de 1979) é um cantor, produtor, compositor, ator e palestrante porto-riquenho. Fez sua primeira gravação profissional em 1994 com Dj Playero no Playero 38.    Rey Pirin lançou uma dezena de produções solo ao longo de sua carreira e participou de mais de 80 álbuns colaborativos, colaborando com artistas como Nicky Jam, Daddy Yankee,  Tego Calderón, Alex Zurdo, Funky, entre outros.  Em 2003, estreou como produtor e desenvolveu sua gravadora Visión Records, e colaborou para a empresa All Star Records produzindo Linaje Escogido e Los Bandoleros Reloaded.  Estreou como ator no filme Daddy Yankee, "Talento de Barrio". 
É considerado um dos divulgadores do gênero reggaeton urbano,  além disso, por sua maneira particular de cantar com voz rouca, o que o distingue de outros expoentes. 

## Carreira musical
Rey Pirin se interessou pela música aos 15 anos. Após sua primeira gravação profissional com DJ Playero, continuou gravando álbuns colaborativos de reggaeton, que lhe abriram portas na América Latina e parte dos Estados Unidos, atingindo vendas de até 100 mil cópias.  Em 1999 gravou sua primeira produção como solista pelo selo BMG, Blunt Paradise,  após esta gravou mais 2 CDs como solista, Da Profesional e Kruël Intentions, além de continuar participando de produções de diversos artistas como Boricua Guerrero,  The Noise,  entre outros. 
Em 2003, devido a uma situação difícil que vivia com a filha,  decidiu servir a Deus, o que mudou sua vida pessoal e musical,  e começou a escrever canções de louvor em 2004 na companhia do DJ Blass,  trabalhando em sua primeira produção musical cristã intitulada Nuevas Criaturas,  lançada pelo selo da Funky, Funkytown Music.  Ele deu continuidade ao Mi Testimonio em 2005, que funcionaria em sua gravadora, Visión Records.  Com este álbum, Pirin ganhou um prêmio no People's Choice Awards de 2005. 
Em 2006, teve um acordo com Don Omar para trabalhar em seu selo All Star, para trabalhar em dois álbuns: Los Bandoleros Reloaded e o primeiro e único álbum cristão da gravadora, Linaje Escogido, que contou com a participação dos expoentes cristãos mais relevantes do momento, como Manny Montes, Redimi2, Alex Zurdo, Triple Seven, entre outros. No ano seguinte chegou seu segundo álbum colaborativo intitulado Faith Family, neste surgiram novos talentos da América Latina como Wolandia, Radikal People, Los Sembradores,  da mesma forma, reconhecidos artistas porto-riquenhos. No ano seguinte, o produtor Lutek, que havia trabalhado em grande parte do álbum Faith Family, lançou The Upgrade, uma edição especial com músicas inéditas. 
Em 2011, relançou novamente a carreira, voltando aos primórdios, participando de produções colaborativas seculares, com os artistas pioneiros do gênero.  Nesse mesmo ano, lançou o single "Tírate un paso" junto com Macho e El Rey,  criando um subgênero que chamaram de "Turreo",  posteriormente, iniciou ações judiciais contra a banda argentina Los Wachiturros pelos direitos para o autor da música   Colaborou com novos talentos e alguns colegas envolvidos nos primórdios do reggaeton,  da mesma forma, participou de importantes eventos de música urbana em Porto Rico e outros países latinos, na companhia de Don Chezina, Mexicano 777, entre outros.    O rapper pediu desculpas a Don Omar, Daddy Yankee e Jowell, depois de atacá-los em uma turnê de mídia que fez na República Dominicana. 
Em 2018, ela falou sobre sua vida levando-a para as telonas, assim como fizeram Hector El Father, Vico C e Daddy Yankee.  Nesse mesmo ano, quando Anuel AA lançou "Intocable", canção dirigida a Cosculluela, não hesitou em classificar o rapper como um mau exemplo pelas expressões que utilizou na referida canção. 
Em 2019, anunciou que retomaria a carreira de artista cristão,  lançando posteriormente a música "Angelito".  Ele participou do álbum Solo Reggaeton de Manny Montes no single "Reggaeton del Cielo".

## Discografia
| - 1999: Blunt Paradise - 2001: Da' Professional - 2003: Kruel Intentions - 2005: Mi testimonio - 2009: La Película: The Movie | - 2004: Nuevas criaturas (com DJ Blass) - 2006: Linaje Escogido (com All Star Records) - 2007: Faith Family: La Familia de la Fe - 2013: Back To Da' Game - 2015: La reevoluzion del 1er rey |